# Cavasteron tenuicalcar
Cavasteron tenuicalcar là một loài nhện trong họ Zodariidae.
Loài này thuộc chi Cavasteron. Cavasteron tenuicalcar được Barbara C. Baehr & Rudy Jocqué miêu tả năm 2000.